# Scirpoides
Scirpoides es un género de plantas herbáceas de la familia Cyperaceae.  Comprende 8 especies descritas y de estas, solo 3 aceptadas.

## Descripción
Son  plantas perennes, que alcanzan un tamaño de más de 1 m de altura. Rizoma corto, que emite hijuelos. Tallos de 0,5-5 mm de diámetro, cilíndricos. Hojas basales. La inflorescencia es una espiga múltiple pseudolateral de 1 a más de 100 cabezas globosas de picos congestionadas. Espigas de 1,5-4 x 1-2 mm, de forma ovoide, con 10-30 glumas dispuestas en espiral. Flores bisexuales, perianto cerdas 0, 3 estambres, estigmas 3. Núcula de 1-1,5 mm, trígona, plano-convexa.

## Taxonomía
El género fue descrito por Scheuchz. ex Ség. y publicado en Plantae Veronenses 3: 73. 1754. La especie tipo no ha sido designada.

## Especies aceptadas
A continuación se brinda un listado de las especies del género Scirpoides aceptadas hasta febrero de 2014, ordenadas alfabéticamente. Para cada una se indica el nombre binomial seguido del autor, abreviado según las convenciones y usos.
- Scirpoides burkei (C.B.Clarke) Goetgh., Muasya & D.A.Simpson
- Scirpoides dioecus (Kunth) Browning
- Scirpoides holoschoenus (L.) Soják